# سودآلشریا بوئیدی

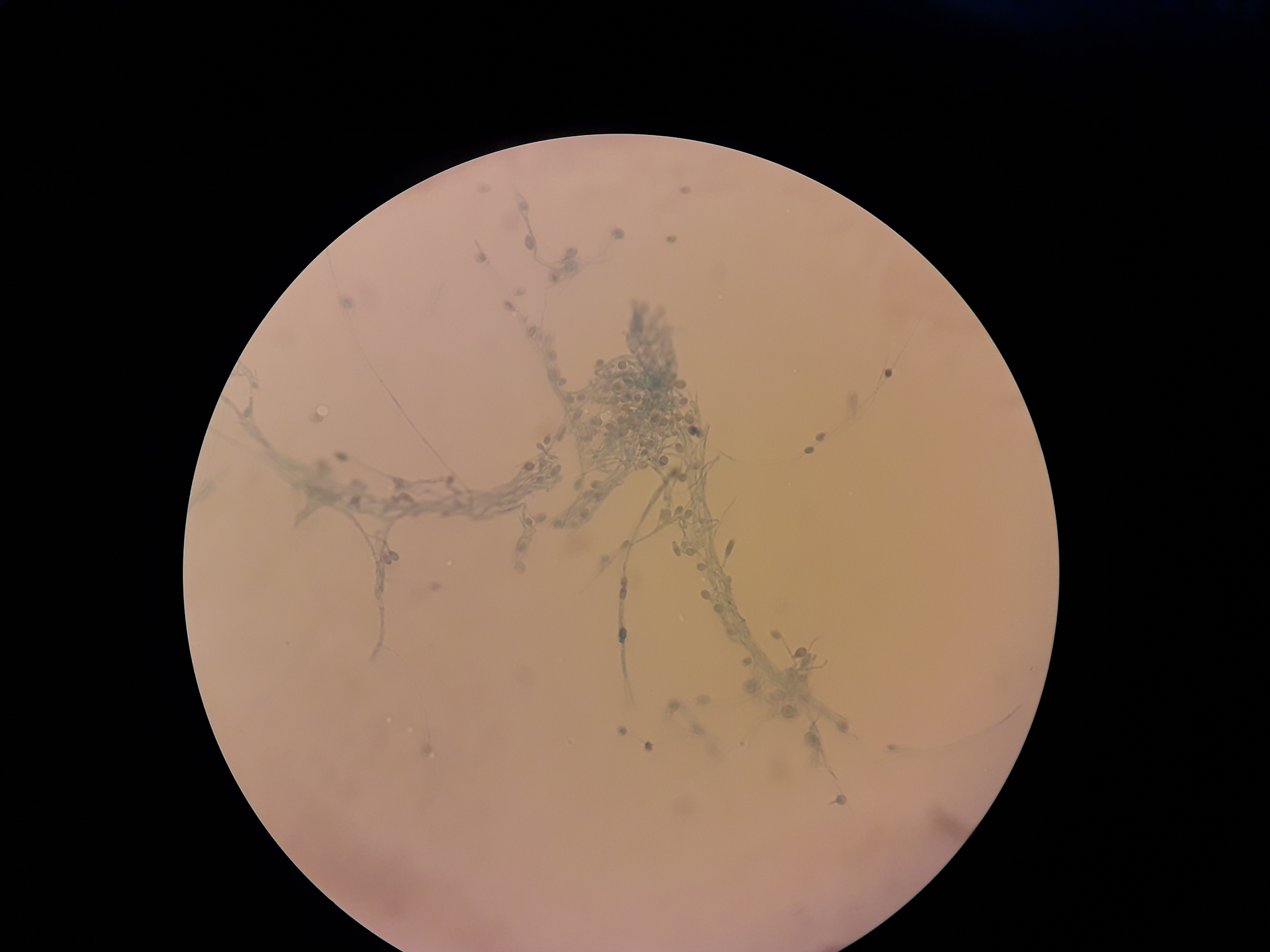
شکل میکروسکوپی سودآلشریا بوئیدی

سودآلشریا بوئیدی یکی از گونه‌های قارچی هست که در راسته آسکومایکوتا طبقه‌بندی شده‌است. این گونه مرتبط با فرم‌هایی از بیماری‌های یومایستوما، مادورومایکوزیس و سود آلشریوزیس می‌باشد. این قارچ در آب‌های راکد و آلوده پیدا شده‌است و بر عفونت در افراد دارای نقص ایمنی و بیماران مبتلا به پنومونی دلالت دارد. فرم غیرجنسی(آنامورفیک)این قارچ سودوسپوریوم آپیوسپوروم نام دارد. به دلیل مقاومت این قارچ به اکثر موادضد قارچی که به صورت معمول در درمان عفونت‌های ناشی از قارچ‌های رشته‌ای ایجاد می‌شود، درمان بیماری‌های ناشی از سودآلشریا بوئیدی پیچیده می‌باشد.
عفونت ناشی از قارچ سودآلشریا بوئیدی عامل مرگ سه ورزشکاری بود که در دورهٔ بازی‌های ۱۹۹۷ مکابی اسرائیل به دلیل شکستن پل در رودخانه یارکن غرق شده بودند.